# Zawolsza (stacja kolejowa)
Zawolsza (biał. Завольша; ros. Заольша) – stacja kolejowa w miejscowości Zawolsza, w rejonie łozieńskim, w obwodzie witebskim, na Białorusi. Leży na linii Smoleńsk - Witebsk. Jest pierwszą stacją tej linii położoną na Białorusi. W jej pobliżu przebiega granica z Rosją.